# Уилям Шокли
Уилям Шокли (на английски: William Bradford Shockley) е американски физик, носител на Нобелова награда за физика за 1956 година. Известен е като един от изобретателите на транзистора. Основните му трудове са в областта на физиката на твърдото тяло и по-специално полупроводниците и феромагнетизма.

## Биография
Роден е на 13 февруари 1910 година в Лондон, Англия. Родителите му са американци и той израства в Калифорния. През 1932 г. завършва Калифорнийския технологичен институт. Близо двадесет години (1936 – 1955) работи в лабораториите на фирма Bell Telephone Laboratories. След това е ръководител на лабораторията за полупроводници на фирмата „Бекман Инструментс Инкорпорейшън“ (1955 – 1958), президент е на „Шокли Транзистор Корпорейшън“ (1958 – 1960) и директор на „Шокли Транзистор“ (1960 – 1963). По-късно Шокли става професор в университета в Станфорд (1963 – 1975).
Умира на 12 август 1989 година в Станфорд на 79-годишна възраст.

## Научна дейност
Шокли е автор на работи по физика на твърдото тяло и физика на полупроводниците. Редица от тях са посветени на енергетическото състояние в твърдите тела и сплавите, теорията на дислокацията и феромагнитизма.
През 1948 г. той открива „ефекта на полето“. Предполага за важната роля на дефектите в кристалната структура като катализатори за процеса на рекомбинация на зарядите в полупроводниците. Експериментално наблюдава дупчестата проводимост, изследва и ефектите на инжекцията на носители на заряд.
Шокли създава теорията за p-n прехода, като получава уравнението за плътността на пълния ток в него (уравнение на Шокли, 1949) и на тази основа предлага p-n-p транзистора.
През 1951 г. той предсказва явлението насищане в полупроводниците и разработва метод за определяне на ефективната маса носители на заряд. През 1956 г., „за изследване на полупроводниците и откриване на транзисторния ефект“, Шокли, съвместно с Джон Бардийн и Уолтър Братейн, е удостоен с Нобеловата награда за физика.